# Crawfordoides
Crawfordoides es un género de foraminífero bentónico considerado un sinónimo posterior de Heterolepa de la familia Heterolepidae, de la superfamilia Chilostomelloidea, del suborden Rotaliina y del orden Rotaliida. Su especie tipo es Crawfordoides semisinuosa. Su rango cronoestratigráfico abarca el Holoceno.

## Clasificación
Crawfordoides incluye a la siguiente especie:
- Crawfordoides semisinuosa